# Evald Magnusson
Karl Evald Magnusson, Magnusson i Näsviken, född 25 maj 1898 i Forsa socken, Gävleborgs län, död där 8 mars 1956, var en svensk fabriksarbetare och riksdagspolitiker (socialdemokrat).
Magnusson anlitades tidigt för kommunala uppdrag, han tillhörde kommunfullmäktige från 1927, blev ordförande kommunalnämnden några år senare och var landstingsman från 1931.  
Av Sveriges riksdags andra kammare var Magnusson ledamot (för Gävleborgs läns valkrets) 1938-1941. 